# سكريم ووركس : لوف ان ثيري آند براكتس
سكريم ووركس : لوڤ ان ثيري آند براكتس وهو الألبوم السابع لفرقة هيم, أصدرت الأغنية المنفردة هارت كيلر في الثامن من ديسمبر 2009. أما بالنسبة للأغنية المنفردة الثانية وهي سكيرد تو ديث فقد أصدرت في التاسع والعشرين من مارس 2010.

## ترتيب الأغاني[4]
In Venere Veritas - 3:35.1

Scared to Death - 3:40.2

Heartkiller - 3:29.3

Dying Song - 3:29.4

Disarm Me (With Your Loneliness) - 4:01.5

Love, the Hardest Way - 3:19.6

Katherine Wheel - 3:26.7

In the Arms of Rain - 3:46.8

Ode to Solitude - 3:58.9

Shatter Me With Hope - 3:51.10

Acoustic Funeral (For Love in Limbo) - 3:57.11

Like St. Valentine - 3:14.12

The Foreboding Sense of Impending Happiness - 3:13.13

## روابط خارجية
- سكريم ووركس : لوف ان ثيري آند براكتس على موقع ميتاكريتيك (الإنجليزية)